# Рашпиль (Тимашёвский район)
Рашпиль — хутор в Тимашёвском районе Краснодарского края России.
Входит в состав Новоленинского сельского поселения.

## Население
| 2002 | 2010 |
| ---- | ---- |
| 277  | ↗283 |

## Уличная сеть
- ул. Ивана Зорина,
- ул. Садовая,
- ул. Северная,
- ул. Строительная[5].